# Radiotopia
Radiotopia est un réseau anglophone de diffusion de podcasts. Il est détenu par Public Radio Exchange et compte 14 podcasts pour une moyenne mensuelle de 8,5 millions de téléchargements.

## Historique
Le réseau Radiotopia, fondé par le journaliste américain Roman Mars, créateur du podcast 99% Invisible, est lancé en février 2014 et compte à l'origine sept podcasts. D'abord subventionné par la John S. and James L. Knight Foundation à hauteur de 200 000 dollars, le réseau est désormais détenu par la plateforme de radiodiffusion numérique de  Public Radio Exchange (PRX), nommée en 2015 parmi les dix entreprises média les plus innovantes. 
Grâce au million de dollars supplémentaire fourni par la fondation John S. and James L. Knight en mai 2015, le réseau ajoute des podcasts à sa programmation et embauche Julie Shapiro en tant que directrice générale en septembre de la même année.
Les podcasts diffusés s'appuient largement sur la technique de storytelling et rassemblent des histoires du quotidien, des explications scientifiques ou des anecdotes souvent racontées à la première personne.

## Podcasts
Podcasts diffusés par Radiotopia :
- 99% Invisible
- The Memory Palace
- Song Exploder
- Mortified
- The Allusionist
- Criminal
- The Heart
- Love+Radio
- Strangers
- The Truth
- Theory of Everything
- Radio Diaries
- Fugitive Waves
- Millennial